# Bibliotecas presidenciales de Estados Unidos

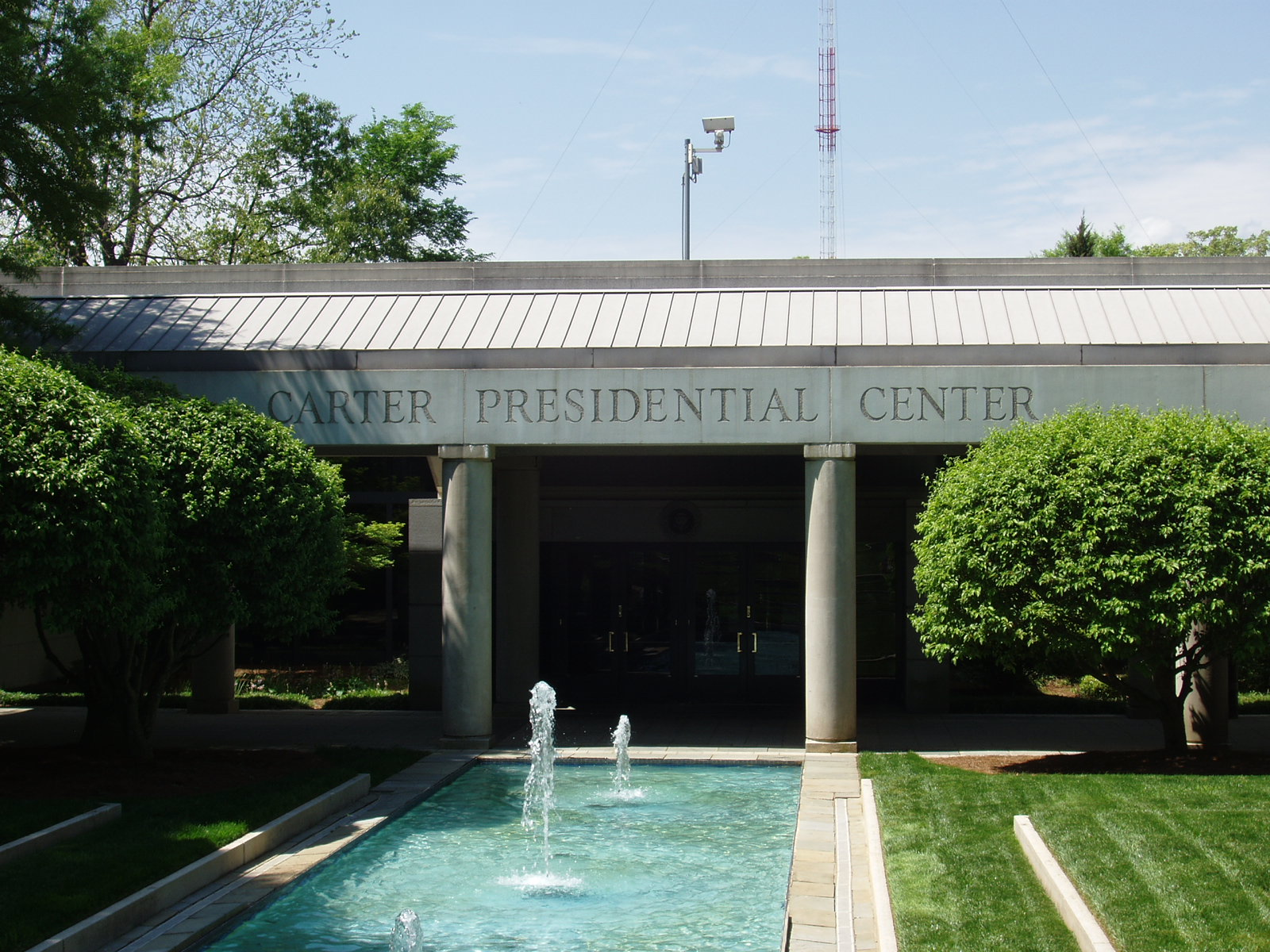
La Biblioteca y Museo Presidencial de Jimmy Carter en Atlanta (Georgia).

En Estados Unidos, el Sistema Presidencial de Bibliotecas es una red, a nivel nacional, de bibliotecas administradas por la Oficina de Bibliotecas Presidenciales, que forman parte de los Archivos Nacionales y Administración de Documentos (National Archives and Records Administration [NARA, en inglés]). Estas no son bibliotecas en el sentido moderno, sino depósitos para preservar y hacer disponible los papeles, los expedientes, las colecciones y otros materiales históricos de cada presidente de Estados Unidos desde Herbert Hoover.

## Descripción
Presidentes recientes han establecido bibliotecas presidenciales, en su Estado natal o en el que residían, en las cuales documentos, artefactos, regalos de Estado y objetos han sido expuestos en un museo relacionado con la vida y la carrera del Presidente. Cada biblioteca también proporciona una serie de programas públicos. Cuando un Presidente cesa en el cargo, la Administración Nacional de Archivos y Documentos (NARA) establece un proyecto para albergar y registrar en un índice los documentos hasta que se construya una nueva biblioteca presidencial. Una vez construida, se transfiere al gobierno federal.
El Sistema Presidencial de Bibliotecas se compone de trece bibliotecas presidenciales. Existen bibliotecas que se han sido fundadas por otros Presidentes, pero no forman parte del NARA y son administradas por fundaciones privadas, sociedades históricas o gobiernos estatales.
En esta clase están incluidas las bibliotecas de los siguientes presidentes:
- John Quincy Adams
- Abraham Lincoln
- Rutherford B. Hayes
- James A. Garfield
- William McKinley
- Woodrow Wilson
- Calvin Coolidge

Por ejemplo, la biblioteca y museo presidencial del Presidente Abraham Lincoln es propiedad y funciona bajo la dirección del estado de Illinois.

## Historia
Antes de la aparición del Sistema Presidencial de Bibliotecas, los Presidentes o sus herederos a menudo dispersaron los documentos presidenciales al finalizar el mandato. Aunque muchas de las colecciones documentales de diversas Administraciones se hallan actualmente en la Biblioteca del Congreso, otras están repartidas entre bibliotecas, sociedades históricas y colecciones privadas. Desafortunadamente, muchos textos se han perdido o destruido deliberadamente.
En 1939, con el fin de preservar los documentos de los Presidentes, se creó oficialmente el Sistema Presidencial de Bibliotecas, cuando el Presidente Franklin Delano Roosevelt donó sus papeles personales y presidenciales al gobierno federal (NARA). Al mismo tiempo, el presidente Roosevelt donó parte del terreno de su casa en Hyde Park, Nueva York a los Estados Unidos. Sus amigos crearon una asociación sin ánimo de lucro para reunir los fondos necesarios para la construcción de un edificio que serviría como biblioteca y museo. La decisión de Roosevelt provenía de su creencia en que la documentación presidencial era una parte importante de la herencia nacional y debían ser accesibles al público. Pidió a Archivos Nacionales (NARA) que custodiasen sus papeles y otros materiales históricos y que administrasen su biblioteca.
En 1950, el Presidente Harry S. Truman decidió que también construiría una biblioteca para albergar su documentación, ayudando a impulsar el funcionamiento del Congreso. En 1955, el Congreso aprobó la Ley de Bibliotecas Presidenciales (Presidential Libraries Act), estableciendo un sistema de bibliotecas edificadas de forma privada y mantenidas por el organismos federales. La Ley animó a otros Presidentes a donar sus materiales históricos al gobierno, asegurando la preservación de papeles presidenciales y su disponibilidad al pueblo estadounidense. De acuerdo con esto y actos posteriores, han sido creadas diez bibliotecas más. En cada caso, fuentes privadas y públicas, no federales, proporcionaron financiación para construir la biblioteca. Una vez terminada, el funcionamiento y mantenimiento de cada biblioteca fue cedido a la Administración de Archivos (NARA).

## Las Bibliotecas y Museos Presidenciales

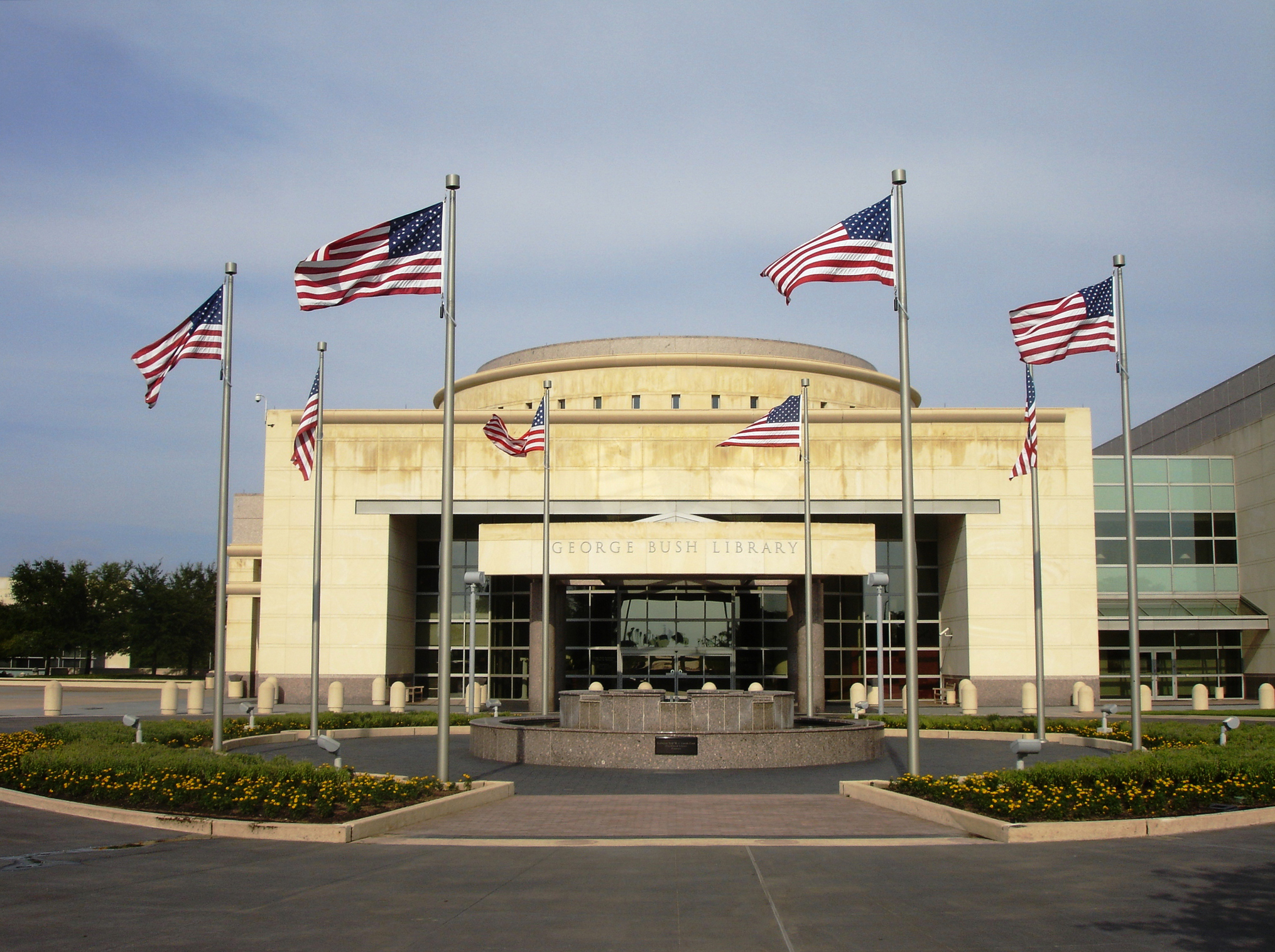
Entrada a la Biblioteca de George H. W. Bush.

Las trece bibliotecas presidenciales mantienen más de 400 millones de páginas de material escrito, cerca de diez millones de fotografías, más de 5.000 kilómetros de película, sobre 100.000 horas de grabación en discos, cintas y vídeo y millones de objetos. Estas pertenencias hacen de cada biblioteca una fuente valiosa de información y un centro para la investigación sobre cada presidencia.
Los textos más importantes de cada biblioteca son aquellos escritos por el presidente y su personal en el transcurso de su actividad oficial. Las bibliotecas también contienen numerosos objetos, incluyendo herencias familiares, los artículos coleccionados por el presidente y su familia, objetos de las campañas, las condecoraciones y los muchos regalos dados al Presidente por ciudadanos estadounidenses y dignatarios extranjeros. Estos regalos pueden ser desde artículos comunes a obras de arte de gran valor.
Otras posesiones significativas son los papeles personales y los materiales históricos donados por personas próximas al Presidente, pudiendo ser funcionarios del Gabinete, embajadores ante gobiernos extranjeros, compañeros de partido y la familia del Presidente y amigos. Varias bibliotecas han emprendido la tarea de grabar los alocuciones históricas. Un tercer grupo de materiales incluyen los papeles acumulados por el presidente antes y después de su presidencia. 
Lista de Bibliotecas y Museo Presidenciales
| N°      | Presidente            | Nombre de Biblioteca y Museo                                                                             | Localización                                | Dirigidas por                                                             |
| ------- | --------------------- | --- | ------------------------------------------- | ------------------------------------------------------------------------- |
| 1       | George Washington     | Biblioteca Nacional Fred W. Smith para el Estudio de George Washington en Mount Vernon (en construcción) | Mount Vernon, Virginia                      | Mount Vernon Ladies' Association                                          |
| 6       | John Quincy Adams     | Stone Library en el Parque Histórico Nacional Adams                                                      | Quincy, Massachusetts                       | National Park Service                                                     |
| 16      | Abraham Lincoln       | Biblioteca y Museo Presidencial de Abraham Lincoln                                                       | Springfield, Illinois                       | Estado de Illinois                                                        |
| 18      | Ulysses S. Grant      | Biblioteca Presidencial de Ulysses S. Grant                                                              | Starkville, Misisipi                        | Mississippi State University y Fundación Presidencial Ulysses S. Grant    |
| 19      | Rutherford Hayes      | Biblioteca y Museo Presidencial de Rutherford B. Hayes                                                   | Fremont, Ohio                               | Sociedad Histórica del Estado de Ohio y Fundación Presidencial Hayes      |
| 25      | William McKinley      | Biblioteca y Museo Presidencial de William McKinley                                                      | Canton, Ohio                                | Sociedad Histórica del Condado de Stark (Stark County Historical Society) |
| 28      | Woodrow Wilson        | Biblioteca y Museo Presidencial de Woodrow Wilson                                                        | Staunton, Virginia                          | Fundación de la Biblioteca Presidencial de Woodrow Wilson                 |
| 30      | Calvin Coolidge       | Biblioteca y Museo Presidencial de Calvin Coolidge                                                       | Northampton, Massachusetts                  | Estado de Massachusettsy Biblioteca Forbes                                |
| 31      | Herbert Hoover        | Biblioteca y Museo Presidencial de Herbert Hoover                                                        | West Branch, Iowa                           | NARA                                                                      |
| 32      | Franklin D. Roosevelt | Biblioteca y Museo Presidencial de Franklin D. Roosevelt                                                 | Hyde Park, New York                         | NARA                                                                      |
| 33      | Harry S. Truman       | Biblioteca y Museo Presidencial de Harry S. Truman                                                       | Independence, Misuri                        | NARA                                                                      |
| 34      | Dwight D. Eisenhower  | Biblioteca y Museo Presidencial de Dwight D. Eisenhower                                                  | Abilene, Kansas                             | NARA                                                                      |
| 35      | John F. Kennedy       | Biblioteca y Museo Presidencial de John F. Kennedy                                                       | Dorchester, Boston, Massachusetts           | NARA                                                                      |
| 36      | Lyndon B. Johnson     | Biblioteca y Museo Presidencial de Lyndon B. Johnson                                                     | Austin, Texas                               | NARA                                                                      |
| 37      | Richard Nixon         | Biblioteca y Museo Presidencial de Richard Nixon                                                         | Yorba Linda, California                     | NARA                                                                      |
| 38      | Gerald R. Ford        | Museo del Presidente Gerald R. Ford; Biblioteca Presidencial de Gerald R. Ford                           | Grand Rapids, Míchigan; Ann Arbor, Míchigan | NARA                                                                      |
| 39      | Jimmy Carter          | Biblioteca y Museo Presidencial de Jimmy Carter                                                          | Atlanta, Georgia                            | NARA                                                                      |
| 40      | Ronald Reagan         | Biblioteca y Museo Presidencial de Ronald Reagan                                                         | Simi Valley, California                     | NARA                                                                      |
| 41      | George H. W. Bush     | Biblioteca y Museo Presidencial de George H. W. Bush                                                     | College Station, Texas                      | NARA                                                                      |
| 42      | Bill Clinton          | Biblioteca y Museo Presidencial de William J. Clinton                                                    | Little Rock, Arkansas                       | NARA                                                                      |
| 43      | George W. Bush        | Biblioteca y Museo Presidencial de George W. Bush                                                        | Dallas, Texas                               | NARA                                                                      |
| 44      | Barack Obama          | Biblioteca y Museo Presidencial de Barack H. Obama                                                       | Chicago, Illinois                           | NARA                                                                      |
| 45 y 47 | Donald J. Trump       | Biblioteca y Museo Presidencial de Donald J. Trump                                                       | No determinado                              | NARA                                                                      |
| 46      | Joe Biden             | Biblioteca y Museo Presidencial de Joe Biden                                                             | No determinado                              | NARA                                                                      |